# Arènes modernes de Béziers
 (janvier 2017).
Si vous disposez d'ouvrages ou d'articles de référence ou si vous connaissez des sites web de qualité traitant du thème abordé ici, merci de compléter l'article en donnant les références utiles à sa vérifiabilité et en les liant à la section « Notes et références ».
Pour les articles homonymes, voir Arènes de Béziers.
Les arènes de Béziers sont un édifice construit en 1897, à Béziers, à l'architecture calquée sur celle des arènes espagnoles, accueillant des corridas et divers spectacles.

## Historique

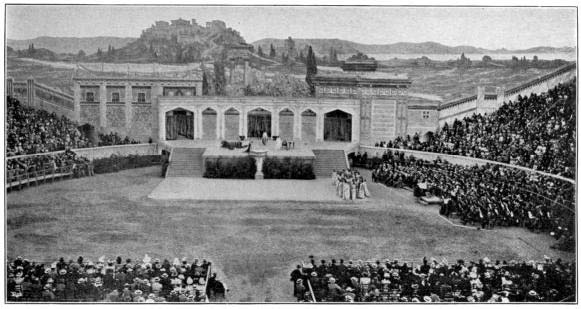
Première représentation aux Arènes de Déjanire de Saint-Saëns

- Construction en 1897 à l'initiative de M. Fayot, ancien directeur des arènes de Nîmes avec deux constructeurs et financiers biterrois MM. Gleizes et Sautel, en pleine période de prospérité viticole du Biterrois.
- 1898 : à l'initiative du mécène Castelbon de Beauxhotes, création de la tragédie Déjanire, créée par Camille Saint-Saëns, sur un livret de Louis Gallet.
- 1900 : création de Prométhée de Gabriel Fauré.
- 1901 : Les créatures de Prométhée de Ludwig van Beethoven. Présenté les 25 et 27 août 1901.
- 1903: Parysatis, drame en trois actes et un prologue de Jane Dieulafoy, mis en musique par Camille Saint-Saëns.
- Avril 1905 : meeting socialiste avec Jean Jaurès.
- 1905 : Les Hérétiques, opéra en trois actes d'André-Ferdinand Herold et Charles-Gaston Levadé.
- 1906 : La Vestale, tragédie lyrique en trois actes de Gaspare Spontini.
- 1910 : Héliogabale (tragédie lyrique), opéra de Déodat de Séverac.
- 2000 : Alternative de Sébastien Castella.

Après l'incendie des arènes en bois du terrain Palazy le dimanche 6 septembre 1896 par un nommé Neurisse, M. Fayot, directeur des arènes de Nimes, en novembre 1896, rencontre le maire de Béziers Alphonse Mas pour lui faire part d'un projet de construction d'arènes d'une capacité de 12500 voire jusqu'à 15000 spectateurs sur le lieu actuel, le plateau de Valras. Un accord de construction est passé avec deux constructeurs et financiers biterrois MM Gleizes et Sautel. Les travaux débutent le lundi 18 janvier 1897. Si un secteur des arènes sont en bois, l'enceinte et une grande partie des étagères – pierres, briques, ciment – sont terminées permettant d'accueillir, avant la corrida d'inauguration fixée au 11 juillet 1897, « une novillada de muerte » avec 6 toros du Petit-Badon le 27 juin, et le 4 juillet 6 toros de Viret. L'inauguration du 11 juillet 1897 à 4 heures de l'après-midi comporte, face à 6 toros d'Enrique de Salamanca, les matadors Reverte et Algabeño qui se retrouveront aussi le 14 juillet. 1897 verra encore quatre spectacles taurins avec les grands Lagartijillo, Gueritta...
La temporada de 1898 débute le 24 avril, comporte six corridas : 29 mai, 19 juin, 2 juillet, 9 octobre et 23 octobre entrecoupées d'un spectacle équestre, d'une novillada le 18 septembre et de deux becerradas…
On y organisa également des spectacles lyriques. L'initiateur et le mécène Castelbon de Beauxhostes écrira : « Ce fut lors d'un voyage à Valence (Espagne) que l'idée me vint d'organiser une représentation dans les arènes de Béziers. J'assistais naturellement à l'inévitable course de taureaux ; il me fut donné aussi d'entendre un concert vocal et musical qui me stupéfia. Dans les arènes (…) des chœurs impeccablement réglés et des solistes à la voix harmonieuses venaient, seuls et délicieusement, troubler le silence de l’amphithéâtre, cependant garni jusqu'au moindre gradin. (…) Je n'eus plus de repos qu'un essai véritable n'ait été tenté... ». Il ne restait plus qu'à Castelbon de Beauxhostes de convaincre Camille Saint-Saëns, ce qui fut fait dans les arènes un soir de mai 1897… et le 28 août 1898 l'opéra Déjanire était donné. Ce fut aussi cette année-là que Castelbon de Beauxhostes, aficionados, suggéra de créer la Société Tauromachique de Béziers ancêtre de l'Union Taurine Biterroise.
La gestion et les difficultés financières pour terminer les arènes de Béziers, amenèrent le 6 octobre 1898, le Tribunal de commerce à dissoudre la société Gleizes-Sautel-Fayot. Castelbon et d'autres actionnaires, dont la ville de Béziers, apportant leurs concours financiers, permirent dans les années qui suivirent à l'architecte Carlier d’exécuter les travaux - dont ceux des loges - pour terminer les arènes en 1901.
De juin 1897 à 1911 les Biterrois assistèrent notamment à 67 spectacles taurins et corridas avec tous les grands Maestros de cette époque (Lagartijillo, Reverte, Guerrita, Pepe Hillo, Mazzantini, Bombita, Bienvenida…), novilladas, becerradas, capea, courses provençales (avec les Pouly père et fils) et landaises, ; à dix neuf opéras (Camille Saint-Saëns, Gabriel Fauré, Herold, Bizet, Spontini, Gluck, Sicard...) ; à une chasse à courre en mars 1904 ; à un spectacle des « Folies Bergère »… Sans oublier un meeting unitaire des socialistes le 30 avril 1905 avec Jaurès, Jules Guesdes, Viviani, Cachin et le 2 juillet 1905 un rassemblement des viticulteurs mécontents. Durant la révolte des vignerons du Midi en 1907, les arènes hébergèrent un régiment de Dragons…
Les arènes après 1911 connurent quelques vicissitudes (guerre de 14/18, malfaçons...). Il fut même question en 1912 de les détruire. Heureusement en 1919, grâce aux actives démarches de la Société Tauromachique, de MM. Azais et Gaillard président de la Chambre de commerce, fut créée la Société Immobilières des Arènes, permettant de retrouver à la mi-mai 1921 une plazza remise en état et terminée. Une seconde inauguration eût lieu le 29 mai 1921 avec les maestros Luis Freg, Saleri II et Limeno face à 6 toros de Veragua…
Si Castelbon de Beauxhostes, mécène éclairé, aficionado, laïc et homme de gauche, épris de culture d'éducation populaire, permit à Béziers de devenir un temps « un Bayreuth français », les initiateurs des arènes permirent aussi que Béziers fût un temps « la Séville française ».
Les arènes sont inscrites au titre des monuments historiques par l'arrêté du 9 décembre 2015.

## Capacité
La capacité est de 13 096 places.
Il s'agit des plus grandes arènes de ce type en France.

## Spectacles
- Spectacles lyriques du Théâtre des Arènes.
- Corridas et spectacles tauromachiques (en particulier lors de la Féria au mois d'août).
- Concerts. De nombreux chanteurs Français et internationaux ont fait escale dans les Arènes de Béziers lors de leurs tournées, entre autres : Iron Maiden, Serge Lama, Michel Sardou, Claude François, Joe Dassin, Catherine Lara, Téléphone, Jacques Higelin, The Police, UB40, Dire Straits, Yes, The Cure, Midnight Oil, Kim Wilde, Johnny Hallyday (à 13 reprises entre 1962[4] et 1999[5], dont une fois avec Michel Sardou en 1974[6] et deux fois avec Sylvie Vartan, en 1978 et 1980[7]), Rita Mitsouko, Kid Creole and the Coconuts, Rita Marley, Roger Hogson (Supertramp), Serge Gainsbourg, Véronique Sanson, Renaud, Jean-Jacques Goldman, Charles Aznavour,Eddy Mitchell...
- Nombreux spectacles de Holiday on Ice.
- Tournoi de tennis.
- Gala international de catch (Asso Biterroise de Catch)
- Divers.